# Milonice (Vyškov)
Milonice (in tedesco Pflaumendörfel) è un comune della Repubblica Ceca facente parte del distretto di Vyškov, in Moravia Meridionale.